# Robibyte
Een robibyte is een eenheid van informatie of computeropslag. Een robibyte wordt afgekort als RiB.
1 robibyte = 290 bytes = 1.237.940.039.285.380.274.899.124.224  bytes = 1024 yobibytes
Andere eenheden of benamingen: bit · nibble/tetrade · byte/octet · phit · qubit · qutrit · trit